# Camelopteryx multicolor
Camelopteryx multicolor is een vlinder uit de familie spanners (Geometridae). De wetenschappelijke naam van deze soort, en van het geslacht Camelopteryx, is voor het eerst geldig gepubliceerd in 1906 door Joseph de Joannis.
De soort komt voor in tropisch Afrika, meer bepaald op Mauritius.